# Údolí mrtvých
Údolí mrtvých (řecky Φαράγγι Νεκρών) je soutěska na východním pobřeží Kréty. Oproti soutěsce Samaria není tolik turisticky atraktivní ani náročná, přesto je velmi zajímavá. Procházka soutěskou trvá 2–4 hodiny. Vstoupit do soutěsky lze ve vesnici Zakros, případně v polovině soutěsky ze silnice mezi Zakros a Kató Zakros. Vstup z vesnice není nijak označen a je nutné projít několika olivovými zahradami, druhý vstup je označen šipkami, brankou a nápisy. V soutěsce nejsou žádné chodníčky, schody, sítě nebo zábradlí. Turisty provázejí pouze šipky na kamenech.